# Elisabeth Pall
Elisabeth „Lisi“ Pall (* 15. Februar 1951 in Bischofshofen) ist eine ehemalige österreichische Skirennläuferin. Ende der 1960er-Jahre gelangen ihr mehrere Siege bei FIS-Rennen, auch im Weltcup war sie am Start.

## Karriere
Elisabeth Pall wurde im Salzburger Bischofshofen geboren, ihre Familie übersiedelte aber recht bald nach Solbad Hall in Tirol. Sie begann, ebenso wie ihre ältere Schwester Olga, bereits früh mit dem Skisport und wurde vor allem in den technischen Disziplinen eine gute Läuferin. Nachdem sie ihr Talent schon bei Schüler- und Jugendrennen unter Beweis gestellt hatte, gelangen ihr im Winter 1966/67 die ersten größeren Erfolge bei mehreren FIS-Rennen: Sie gewann den Riesenslalom und die Kombination in Oppdal sowie den Slalom in Åre und kam in weiteren drei Rennen auf das Podest. Dadurch wurde sie 1967 in die Nationalmannschaft des Österreichischen Skiverbandes aufgenommen.
Im Winter 1968 bestritt Pall ihre ersten Weltcuprennen und kam am 17. Jänner 1968 mit Platz neun in der Abfahrt von Bad Gastein zum ersten und einzigen Mal in die Weltcuppunkteränge. Dieses Resultat ermöglichte ihr einen Start bei den Olympischen Winterspielen in Grenoble. Dort stand sie aber ganz im Schatten ihrer erfolgreichen Schwester und fuhr nur auf Rang 27 im Riesenslalom. Am 4. April 1968 erlitt sie bei einem Autounfall im US-amerikanischen Heavenly Valley einen Schien- und Wadenbeinbruch, wodurch ihre Karriere längere Zeit unterbrochen wurde. Im Winter 1969/70 versuchte sie ein Comeback, kam aber nicht über einen achten Platz im FIS-Slalom von Sterzing hinaus. Daraufhin beendete Pall im Frühjahr 1970 ihre Karriere.

## Erfolge

### Olympische Winterspiele
- Grenoble 1968: 27. Riesenslalom

### Weltmeisterschaften
- Grenoble 1968 : 27. Riesenslalom

### Weltcup
- Eine Platzierung unter den besten zehn

### Weitere Erfolge
- Drei Siege in FIS-Rennen, weitere drei Podestplätze